# Парамушир
Парамуши́р (яп. 幌筵島 хоромусіро-то, айн. paramusiru, «широкий острів») — один з островів Північної групи Курильських островів, який до 1945 року належав Японії. Увійшов до складу СРСР за результатами Другої світової війни. Сьогодні входить до складу Росії.
Площа становить 2 479 км², довжина — 120 км, а ширина — близько 30 км.

## Географія
Парамушир відокремлено Другою Курильською протокою від острова Шумшу (2 км), протокою Лужина від острова Анциферова (15 км), протокою Алаїд від острова Атласова, відстанню 20 км, Четвертою Курильською протокою — від острова Онекотан (54 км).
Поблизу острова розташовані також декілька дрібних острівків, скель, рифів і банок: острови Мінамієцу (Окіно, Хіра тощо), рифи Цуцуміно, острови Накасима, Камомєїдр, острівці Торієіма (Пташині), скелі Тогарі (Ганімусир), Котані (Котанімусир), Цирі (Цирімусир). Острів Тогарі (Ганімусир) близько 47 м заввишки.

## Геологія
Геологічно, Парамушир — безперервне пасмо вулканів. Чикурачки, найвищий пік на Парамуширі, що мав виверження недавно 4 березня, 2007, випускаючи 1.5 кілометрового високого плюмажу що тягнеться на декілька сотень кілометрів в сусідні води. Діючими вулканами є
- Чикурачки (Цикура): 1 816 м, 50°19' півн.ш., 155°28' с.д.
- Фусса (Айсар, Сириядзири): 1 772 м, 50°16' півн.ш. 155°15' с.д.
- Татаринова вулкан: 1 530 м, 50°18' півн.ш., 155°27' с.д.
- Карпинського вулкан: 1 345 м, 50°08' півн.ш. 155°22' с.д.
- Ебеко: 1 156 м, 50°41' півн.ш., 156°01' с.д.

Парамушир має субарктичний клімат охолоджуючись течією Оясіо.

## Флора та фауна
Рослинний світ представлений видами: Сибірська карликова сосна, вільха, гриби. Тваринний світ представлений видами: Бура лисиця, Арктичний заєць, горностай, бурий ведмідь, калани .
Лосось йде на нерест в тамтешні річки, зокрема в найдовшу ріку острова Тухарка.

## Історія
Згідно з договором між Японією і Росією 1875 року про Обмін Сахаліну і Курил, острів перейшов до Японії. У бухті Сурібаті існував японський йодний завод, на острові був створений японський військово-морський укріплений пункт із невеликою залогою.
У 1945 році був зайнятий радянськими військами в ході Курильської десантної операції. Згідно з Сан-Франциським договором 1951 року Японія відмовилась від претензій на володіння островом.

## Адміністративний устрій
Адміністративно острів входить до складу Сєверо-Курильського району Сахалінської області Росії. На півночі Парамушира розташоване місто Сєверо-Курильськ (2592 осіб в 2002 році) — адміністративний центр району і єдиний на початок XXI населений пункт острова. Населені пункти Анциферова, що існували на острові, Васильєво, Галкино, Кам'янистий, Китовий, Майорово, Океанське, Прибережний, Шелехово по перепису 2002 року не мають постійного населення, деякі з них були знищені під час руйнівного цунамі 1952 року.